# Orimarga toala
Orimarga toala är en tvåvingeart som beskrevs av Alexander 1935. Orimarga toala ingår i släktet Orimarga och familjen småharkrankar. Inga underarter finns listade i Catalogue of Life.